# Charles Frederick Worth
Charles Frederick Worth (Bourne, 1825. október 13. – Párizs, 1895. március 10.) angol divattervező, a Worth Divatház alapítója. Számos divatszakértő nevezi az haute couture apjának. Ugyancsak nevéhez kötik a divat üzletté, iparrá forradalmasítását.
Innovatív tervező, 1858-ban Párizsban nyitotta meg divatboltját. Legrangosabb ügyfelének Eugénie császárné kérésének megfelelően a XIX. század ruháit alakítottá át, oly módon, hogy jobban illeszkedjen a mindennapi élethez. Ő volt az első, aki élő modelleket alkalmazott, hogy népszerűsítse, bemutassa ruháit ügyfelei előtt. Első volt abban is, hogy márkás címkéket varrt a ruháira, hogy azonosítsa a ruhára, hogy azonosítani lehessen a készítőjét. Szinte minden ügyfele meglátogatta szalonjában, így a Worth divatház a társasági élet egyik központja is volt, fontos találkozópont.

## A kezdetek

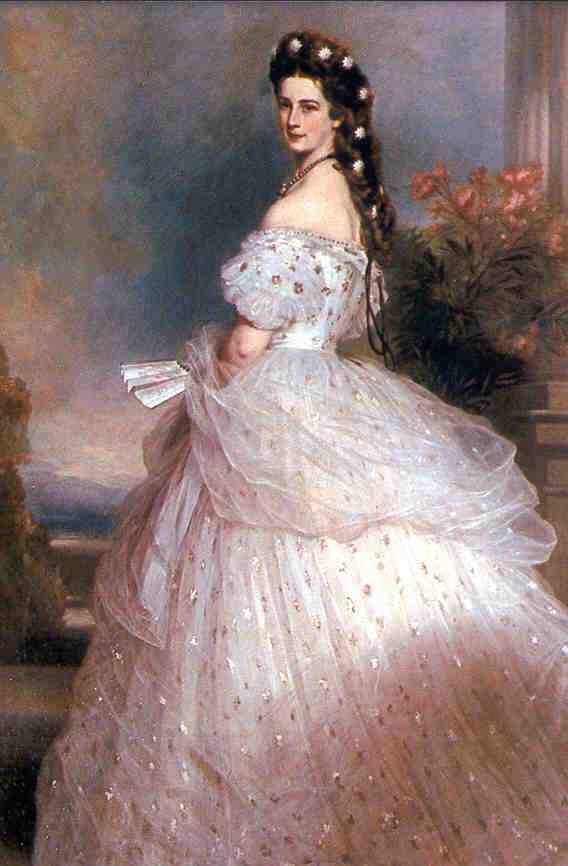
Erzsébet magyar királyné Ch. F. Worth által tervezett, gyémántokkal díszített estélyi ruhában (Franz Xaver Winterhalter festménye)

1852-ben értékesítési asszisztensként dolgozott a Gagelin-Opigez & Cie-nél, amely egy tekintélyes párizsi vállalat volt.
Selyemszöveteket, kendőket, tartozékokat árult. Azért kezdett varrni, hogy kiegészítse a kendőket, ezek kezdetben egészen egyszerű dizájnok voltak, de megragadta a bolt ügyfeleinek figyelmét. Gagelin megengedte Worthnak, hogy megnyissa saját termékeinek részlegét, ez volt az első belépő a ruhák birodalmába.

## Worth Ház sikere
Worth új megközelítést ajánlott a ruhák létrehozására a szabásmunka terén, sokféle szövetet kínált.
Egy évtizeden belül tervrajzai nemzetközileg is nagy sikernek örvendett.
Szintén megváltoztatta az ügyfél és a ruha gyártója közötti kapcsolat dinamikáját. Korábban a ruha készítője látogatott az ügyfél otthonába, ezzel szemben ügyfelei szívesen konzultáltak vele szalonkában, amely egy fontos társadalmi találkozópont lett. A divatházat 50 alkalmazottal nyitotta meg, de idővel több mint 1200 főt foglalkoztató vállalkozássá nőtt.

## Divatújdonságok

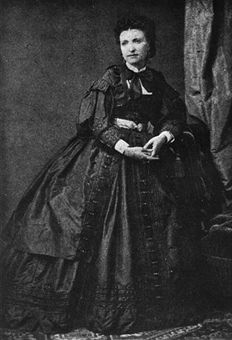
Marie Augustine Worth az első manöken

Sikerének legmagasabb pontján, átformálta a rendkívül népszerű trendet a crinolint, amely egyre nagyobb méretűvé vált, ez megnehezítette a nők számára a legegyszerűbb tevékenységeket is, például az ajtón történő átsétálás, ülés, kéztartás vagy éppen a gyerekekkel történő együtt játszás.
Worth úgy gondolta érdemes egy praktikusabb sziluettet megtervezni a nők számára, így a crinolint szűkre szabta, legnagyobb részét hátulra helyezte, felszabadítva ezzel a női viselet mellső és oldal részeit. Hatalmas sikernek örvendett, végül teljesen elhagyta a crinolint és egyenes ruhadarabokat hozott létre.
Majd úgy vélte érdemes lenne létrehozni, egy olyan szoknyát, amiben könnyebben tudnak járni a nők, tehát rövidíteni a szoknyát. Eugénie császárnő szerette a hosszú sétákat, a hosszú szoknyákat viszont annál kevésbé. Azonban ez túlságosan radikálisnak tűnt, sokkolónak hatott, mert a ruha bokáig ért, ám idővel elfogadták, ma a Metropolitan Művészeti Múzeumban őrzik Worth 1885-ben készített gyaloglóruháját.

## Fordítás
- Ez a szócikk részben vagy egészben  a   Charles_Frederick_Worth című angol Wikipédia-szócikk ezen változatának fordításán alapul.  Az eredeti cikk szerkesztőit annak laptörténete sorolja fel. Ez a jelzés csupán a megfogalmazás eredetét és a szerzői jogokat jelzi, nem szolgál a cikkben szereplő információk forrásmegjelöléseként.